# Lincoln (Nou Hampshire)
Lincoln és una població dels Estats Units a l'estat de Nou Hampshire. Segons el cens del 2000 tenia 1.271 habitants.

## Demografia
Segons el cens del 2000, Lincoln tenia 1.271 habitants, 583 habitatges, i 324 famílies. La densitat de població era de 3,8 habitants per km².
Dels 583 habitatges en un 22,8% hi vivien nens de menys de 18 anys, en un 43,4% hi vivien parelles casades, en un 8,9% dones solteres, i en un 44,4% no eren unitats familiars. En el 35,7% dels habitatges hi vivien persones soles el 12,7% de les quals corresponia a persones de 65 anys o més que vivien soles. El nombre mitjà de persones vivint en cada habitatge era de 2,18 i el nombre mitjà de persones que vivien en cada família era de 2,83.
Per edats la població es repartia de la següent manera: un 19,8% tenia menys de 18 anys, un 7,1% entre 18 i 24, un 27,9% entre 25 i 44, un 27,9% de 45 a 60 i un 17,4% 65 anys o més.
L'edat mediana era de 43 anys. Per cada 100 dones de 18 o més anys hi havia 96,7 homes.
La renda mediana per habitatge era de 28.523$ i la renda mediana per família de 44.063$. Els homes tenien una renda mediana de 25.263$ mentre que les dones 22.784$. La renda per capita de la població era de 17.999$. Entorn del 3,4% de les famílies i el 8% de la població estaven per davall del llindar de pobresa.